# Chính sách hai con
Chính sách hai con là chính sách được chính phủ một số quốc gia áp dụng để giới hạn mỗi gia đình chỉ cho phép có hai con. Chính sách này được sử dụng rộng rãi tại Việt Nam và được áp dụng cho một số đối tượng tại Trung Quốc. Mới đây, Philippines cũng đã thảo luận về việc áp dụng chính sách này. Mặc dù không quy định trong luật, vào những năm 70, người dân Hồng Kông cũng rất được khuyến khích có tối đa hai con, và đây từng là một phần của chiến lược kế hoạch hóa gia đình của vùng lãnh thổ này.

## Việt Nam
Việt Nam đã có chính sách hai con vào những năm 1960, và đã áp dụng lại lần nữa từ những năm 1990. Nhờ kế hoạch hóa gia đình mà tỉ lệ sinh ở Việt Nam đã giảm, trong khi trước đây, trung bình tỉ lệ này là 4 trẻ em/phụ nữ. Năm 2003, chính sách này đã được tạm dừng. Năm 2008, có thông tin cho rằng chính phủ đang cân nhắc khôi phục chính sách này.

## Trung Quốc
Trong suốt thập kỷ 70, công dân Trung Quốc được khuyến khích mỗi gia đình có hai con. Chính Cách mạng Văn hóa và sự căng thẳng do nó mang đến là những nhân tố chính cho việc áp dụng chính sách này. Trong thời gian này, tỉ lệ sinh đã giảm mạnh từ 6 trẻ/phụ nữ xuống còn gần 3 trẻ/phụ nữ.

## Hồng Kông
Tại Hồng Kông, chiến dịch "Chỉ hai là đủ" vào những năm 1970 khuyến khích mỗi gia đình chỉ sinh hai hoặc ít hơn. Chiến dịch này đã góp phần giảm tỉ lệ sinh trong những thập kỷ tiếp theo.